# Амадей Савойский-Аостский (1943)
Амадей Савойский-Аостский (итал. Amedeo di Savoia-Aosta), или Амадей Гумберт Георгий Павел Константин Елена Мария Флоренций Звонимир Савойский-Аостский (итал. Amedeo Umberto Giorgio Paolo Costantino Elena Fiorenzo Maria Zvonimir di Savoia-Aosta; 27 сентября 1943, Флоренция, Итальянское королевство — 1 июня 2021) — 5-й герцог Аостский с 1948 по 2006 год, титулярный король Хорватии под именем Звонимира II, принц Боснии и Герцеговины, воевода Далмации, Тузлы и Темуна с 1943 по 1945 год, претендент на трон Италии и герцог Савойский с 1983 года. Представитель Аостской ветви Савойского дома. Сын Аймоне, герцога Аостского и Ирины, принцессы Греческой.

## Биография

### Детство и юность
Принц Амадей Савойский родился во Флоренции 27 сентября 1943 года в семье принцессы Ирины Греческой и принца Аймоне Савойского, 4-го герцога Аостского и короля Хорватии под именем Томислава II. Он родился в бомбоубежище во время бомбардировки города авиацией союзников. Одна из бомб упала недалеко от виллы Чистерна — резиденции герцогов Аостских близ Флоренции.
Крещён архиепископом Флоренции, кардиналом Элией Далла Коста, с именами Амадей Гумберт Георгий Павел Константин Елена Мария Флоренций Звонимир. Первое имя он получил в честь дяди по линии отца принца Амадея Савойского-Аостского, прозванного «железным герцогом». Последнее имя ему было дано, как наследному принцу хорватского королевства.
Сразу после рождения ему был присвоен титул герцога Апулийского.
За три недели до рождения принца Италия подписала Кассибилийское перемирие с США и Великобританией и прекратила участие во Второй мировой войне. Это привело к репрессиям со стороны нацистского режима в отношении членов Савойского дома. 26 июля 1944 года, по личному приказу Генриха Гиммлера, принцесса Ирина Греческая с сыном принцем Амадеем и принцесса Анна Орлеанская, вдова принца Амадея Савойского, 3-го герцога Аостского, с дочерьми принцессами Маргаритой и Марией Кристиной были заключены в концлагерь Хиршег, близ Граца в Австрии.
После освобождения из концлагеря в мае 1945 года, принц Амадей с матерью провёл несколько недель в Швейцарии. 7 июля 1945 года они вернулись в Италию, остановившись, сначала в Милане, где герцог Аостский впервые увидел сына, а затем все вместе переехали в Неаполь к бабушке по линии отца, принцессе Елене Орлеанской.
В Италии принц и его мать поселились во Фьезоле, недалеко от Флоренции. После конституционного референдума и упразднения института монархии в 1946 году члены Савойского дома официально лишились всех своих владений на территории Италии. В 1948 году, после смерти отца от инфаркта в Буэнос-Айресе, принц Амадей наследовал титул герцога Аостского и стал пятым главой Аостской ветви Савойского дома.
Наставником юного герцога был назначен адмирал Джулио Черрина-Феррони. Начальное образование принц Амадей получил в колледже Кверче во Флоренции. Затем обучался в Военно-морском колледже Морозини (ит.) в Венеции. Продолжил образование в Великобритании. Окончив курсы в Военно-морской академии в Ливорно (ит.), в звании офицера военно-морского флота герцог был направлен на службу на флот в Атлантическом океане и Средиземном море. Завершил образование на факультете политологии во Флорентийском университете.
14 мая 1962 года, как сын православной греческой принцессы, принц Амадей был один из тех, кто на православном венчании держал венцы над головами троюродного брата инфанта Хуана Карлоса Испанского и двоюродной сестры принцессы Софии Греческой. На этой свадьбе он познакомился со своей первой супругой принцессой Клод Орлеанской.

### Браки и потомство
22 июля 1964 года в городе Ситре, в Португалии принц Амадей Савойский, герцог Аостский сочетался браком с принцессой Клод Орлеанской (род. 11.12.1943), дочерью Генриха Орлеанского, графа Парижского и претендента на престол Франции. Свидетелями на свадьбе были Умберто II, бывший король Италии и инфант Хуан Карлос Испанской. В этом браке родились сын и две дочери:
- принцесса Бьянка Ирена Ольга Элена Изабелла Фьоренца Мария Савойская-Аостская (род. 2.04.1966), в 1988 году сочеталась браком с графом Джиберто Тиберто Карбонелло Марией Арривабене-Валенти-Гонзага (5.07.1961), у супругов четыре дочери и сын;
- принц Аймоне Умберто Эмануэле Филиберто Луиджи Амедео Элена Мария Фьоренцо Савойский-Аостский (род. 13.10.1967), герцог Апулийский с 1967 по 2008 год, 6-й герцог Аостский с 2008 года, в том же году сочетался браком с принцессой Ольгой Греческой (род. 17.11.1971), у супругов два сына и дочь;
- принцесса Мафальда Джованна Шамс Мария Фьоренца Изабелла Савойская-Аостская (род. 20.09.1969), сочеталась первым браком в 1994 году с князем Алессандро Руффо-ди-Калабрия (род. 4.11.1964), племянником королевы Бельгии Паолы, развелись в Милане 28 ноября 2000 года, детей у супругов не было; вторым браком в 2001 году с бароном Франческо Ломбардо-ди-Сан-Кирико (род. 31.01.1968), у супругов сын и две дочери.

Между герцогом и герцогиней возникли непреодолимые разногласия, которые привели к тому, что в 1976 году их брак фактически распался. Официально они развелись в городе Порт-о-Пренс на Гаити 26 апреля 1982 года. Развод был признан Святым Престолом в Риме 8 января 1987 года. Их дети остались с отцом в имении Борро. Почти сразу после этого принцесса Клод вышла замуж за Арнальдо Каньина, издателя из США.
30 марта 1987 года в городе Багерия на Сицилии принц Амадей Савойский, герцог Аостский сочетался вторым браком с маркизой Сильвией Патерно-ди-Спедалотто (род. 31.12.1953), дочерью Винченцо Патерно и Розанны Беллардо-э-Феррарис-ди-Челле.
От внебрачных отношений с Кьярой ван Эллинкхюзен, дочерью художника и гравера Бертуса ван Эллинкхюзена и сопрано Габриэллы Росси родилась дочь, Джинерва Мария Габриэлла ван Эллинкхюзен, принцесса Савойская и Аостская (род. 20.03.2006).

### Зрелые годы
В 1990-е годы, во время кризиса Первой Республики, принц Амадей Савойский получил официальное приглашение к участию в политической жизни, но предпочел сохранить нейтралитет.
В 1992 году социал-демократы вписали его в свой список на выборах в Палату депутатов от Неапольского избирательного округа. В 1997 году партии «Поло делла Либерта» почти удалось убедить его баллотироваться в мэры Турина. Принял участие в симпозиуме по политическому планированию, который состоялся в городе Ареццо в июне 1997 года, на котором он поддержал создание межпартийного монархического движения.
До конца своих дней герцог жил в Тоскане, в Кастильоне-Фибокки, где занимался виноградарством, а также являлся консультантом ряда компаний. В 1996 году назначен представителем города Палермо в Международном фонде «Pro Herbario Mediterraneo», который возглавил в качестве президента в 1997 году.
В 2003 году назначен правительством Италии президентом правления постоянного государственного природного заповедника «Остров Вивара». В том же году стал «послом» международного кинофестиваля «Метрикс Фильм Фестиваль». Также является почетным гражданином Марильяно, Пантеллерии и Абетоне. Особенно увлекался ботаникой, коллекционировал равнинные суккуленты, путешествуя по всему миру, чаще всего бывая в Африке.

### Глава Савойского дома
В настоящее время его положение в линии наследования престола оспаривается частью итальянских монархистов. Одни признают его главой королевского дома и легитимным претендентом на престол Италии. Другие считают главой королевского дома Виктора Эммануила Савойского, следующим в линии престолонаследия они называют его сына Эммануила Филиберта Савойского, и только потом ставят кандидатуру Амадея Савойского-Аостского.
Спор, известный под названием «династического вопроса», возник из-за того, что Виктор Эммануил Савойский и его наследники утратили права на престол Италии в результате морганатического брака, заключённого без «королевского согласия», то есть без письменного разрешения главы королевского дома отца Виктора Эммануила короля Умберто II. Таким образом, принц нарушил положение статьи 2 Королевских законов от 13 сентября 1782 года, данных королём Сардинии Виктором Амадеем III, а также положение Королевского декрета от 1890 года о королевском доме и статьи 92 текущего Гражданского кодекса Италии. Таким образом права на престол согласно династическому праву перешли к Амадею Савойскому-Аостском, ставшему наследником Умберто II. Спор стал предметом официального заявления, сделанного Советом сенаторов Королевства 7 июля 2006 года: «Главой Савойского дома является герцог Амадей Савойский с соответствующими титулами и привилегиями».

## Титул и награды
Титулатура: Его Королевское высочество герцог Савойи, 5-й герцог Аосты, князь Чистерны и Бельригвардо, маркиз Вогеры и граф Пондерано. Ранее под именем Звонимира II носил титул короля Хорватии, князя Боснии и Герцеговины, воеводы Далмации, Тузлы и Темуна.

## Смерть
Был прооперирован 27 мая 2021 года, умер через 4 дня после операции от остановки сердца в возрасте 77 лет.